# Leon Magnuszewski
Leon Magnuszewski (ur. 10 kwietnia 1884 w Pleszewie, zm. 20 marca 1945) – polski działacz niepodległościowy, sierżant sztabowy rezerwy Wojska Polskiego, kawaler Orderu Virtuti Militari.

## Życiorys
Urodził się 10 kwietnia 1884 w Pleszewie, w rodzinie Wojciecha i Jadwigi z Czechowskich. Był młodszym bratem Jana (1880–1970), kupca, odznaczonego Wielkopolskim Krzyżem Powstańczym.
W czasie powstania wielkopolskiego walczył w szeregach kompanii pleszewskiej, a w czasie wojny z bolszewikami w szeregach 64 Pułku Piechoty.
Był właścicielem restauracji. Mieszkał w Orzechówku i w Wielkim Komorsku.
Zmarł 20 marca 1945. Został pochowany na cmentarzu komunalnym w Damnicy.
Był żonaty z Bronisławą z Czechowskich (1896–1983), z którą miał syna Czesława (ur. 1922) oraz dwie córki: Władysławę (ur. 1924) i Danutę (ur. 1928).

## Ordery i odznaczenia
- Krzyż Srebrny Orderu Wojskowego Virtuti Militari nr 4740[5][6][7]
- Krzyż Niepodległości – 20 lipca 1932 „za pracę w dziele odzyskania niepodległości”[8]
- Krzyż Walecznych[2][9]